# Liste des députés européens du Royaume-Uni de la 1re législature
Lors des élections européennes de 1979, 81 membres du parlement européen furent élus au Royaume-Uni. Leur mandat débuta le 16 juillet 1979 et se termina le 23 juillet 1984.
- Les conservateurs du Parti conservateur et unioniste et du Parti unioniste d'Ulster obtinrent 61 sièges.
- Les travaillistes du Parti travailliste obtinrent 18 sièges.
- Les indépendantistes du Parti national écossais obtinrent 1 siège.
- En Irlande du Nord un siège revint au Parti unioniste démocrate, le second au Parti unioniste d'Ulster, et le dernier aux nationalistes du Parti social-démocrate et travailliste.

## Liste
| Nom                         | Parti | Parti                                                      | Groupe | Circonscription          |
| --------------------------- | ----- | ---------------------------------------------------------- | ------ | ------------------------ |
| Gordon Adam                 |       | Parti travailliste                                         | SOC    | Northumbria              |
| Richard Balfe               |       | Parti travailliste                                         | SOC    | London South Inner       |
| Neil Balfour                |       | Parti conservateur                                         | DE     | Yorkshire North          |
| Robert Battersby (en)       |       | Parti conservateur                                         | DE     | Humberside               |
| Peter Beazley (en)          |       | Parti conservateur                                         | DE     | Bedfordshire South       |
| Lord Bethell                |       | Parti conservateur                                         | DE     | London North West        |
| Roland Boyes                |       | Parti travailliste                                         | SOC    | Durham                   |
| Beata Brookes               |       | Parti conservateur                                         | DE     | Wales North              |
| Janey Buchan                |       | Parti travailliste                                         | SOC    | Glasgow                  |
| Richard Caborn              |       | Parti travailliste                                         | SOC    | Sheffield                |
| Barbara Castle              |       | Parti travailliste                                         | SOC    | Greater Manchester North |
| Fred Catherwood (en)        |       | Parti conservateur                                         | DE     | Cambridgeshire           |
| Ann Clwyd                   |       | Parti travailliste                                         | SOC    | Wales Mid & West         |
| Ken Collins                 |       | Parti travailliste                                         | SOC    | Strathclyde East         |
| Richard Cottrell            |       | Parti conservateur                                         | DE     | Bristol                  |
| David Curry                 |       | Parti conservateur                                         | DE     | Essex North East         |
| Ian Dalziel (en)            |       | Parti conservateur                                         | DE     | Lothians                 |
| John de Courcy Ling (en)    |       | Parti conservateur                                         | DE     | Midlands Central         |
| Basil de Ferranti           |       | Parti conservateur                                         | DE     | Hampshire West           |
| Marquis de Douro            |       | Parti conservateur                                         | DE     | Surrey                   |
| Baronne Elles               |       | Parti conservateur                                         | DE     | Thames Valley            |
| Derek Enright               |       | Parti travailliste                                         | SOC    | Leeds                    |
| Winifred Ewing              |       | Parti national écossais                                    | DEP    | Highlands and Islands    |
| Adam Fergusson (en)         |       | Parti conservateur                                         | DE     | Strathclyde West         |
| Norvela Forster             |       | Parti conservateur                                         | DE     | Birmingham South         |
| Eric Forth                  |       | Parti conservateur                                         | DE     | Birmingham North         |
| Michael Gallagher (en)      |       | Parti travailliste Parti social-démocrate à partir de 1984 | SOC    | Nottingham               |
| Win Griffiths               |       | Parti travailliste                                         | SOC    | Wales South              |
| Lord Harmar-Nicholls        |       | Parti conservateur                                         | DE     | Greater Manchester South |
| David Harris (en)           |       | Parti conservateur                                         | DE     | Cornwall & Plymouth      |
| Gloria Hooper               |       | Parti conservateur                                         | DE     | Liverpool                |
| William Hopper (en)         |       | Parti conservateur                                         | DE     | Greater Manchester West  |
| Brian Hord (en)             |       | Parti conservateur                                         | DE     | London West              |
| Paul Howell (en)            |       | Parti conservateur                                         | DE     | Norfolk                  |
| John Hume                   |       | Parti social-démocrate et travailliste                     | SOC    | Northern Ireland         |
| Alasdair Hutton (en)        |       | Parti conservateur                                         | DE     | South of Scotland        |
| Christopher Jackson (en)    |       | Parti conservateur                                         | DE     | Kent East                |
| Christopher Jackson (en)    |       | Parti conservateur                                         | DE     | Upper Thames             |
| Stanley Johnson             |       | Parti conservateur                                         | DE     | Wight & Hampshire East   |
| Edward Kellett-Bowman (en)  |       | Parti conservateur                                         | DE     | Lancashire East          |
| Elaine Kellett-Bowman       |       | Parti conservateur                                         | DE     | Cumbria                  |
| Brian Key (en)              |       | Parti travailliste                                         | SOC    | Yorkshire South          |
| Alfred Lomas (en)           |       | Parti travailliste                                         | SOC    | London North East        |
| John Marshall (en)          |       | Parti conservateur                                         | DE     | London North             |
| Thomas Megahy (en)          |       | Parti travailliste                                         | SOC    | Yorkshire South West     |
| James Moorhouse (en)        |       | Parti conservateur                                         | DE     | London South             |
| Robert Moreland (en)        |       | Parti conservateur                                         | DE     | Staffordshire East       |
| Bill Newton Dunn            |       | Parti conservateur                                         | DE     | Lincolnshire             |
| David Nicolson (en)         |       | Parti conservateur                                         | DE     | London Central           |
| Tom Normanton (en)          |       | Parti conservateur                                         | DE     | Cheshire East            |
| Lord O'Hagan                |       | Parti conservateur                                         | DE     | Devon                    |
| Ian Paisley                 |       | Parti unioniste démocrate                                  | NI     | Northern Ireland         |
| Ben Patterson (en)          |       | Parti conservateur                                         | DE     | Kent West                |
| Andrew Pearce               |       | Parti conservateur                                         | DE     | Cheshire West            |
| Henry Plumb                 |       | Parti conservateur                                         | DE     | Cotswolds                |
| Derek Prag (en)             |       | Parti conservateur                                         | DE     | Hertfordshire            |
| Peter Price (en)            |       | Parti conservateur                                         | DE     | Lancashire West          |
| Christopher Prout           |       | Parti conservateur                                         | DE     | Salop and Stafford       |
| James Provan (en)           |       | Parti conservateur                                         | DE     | North East Scotland      |
| John Purvis (en)            |       | Parti conservateur                                         | DE     | Mid Scotland and Fife    |
| Joyce Quin                  |       | Parti travailliste                                         | SOC    | Tyne South and Wear      |
| Brandon Rhys-Williams (en)  |       | Parti conservateur                                         | DE     | London South East        |
| Shelagh Roberts             |       | Parti conservateur                                         | DE     | London South West        |
| Allan Rogers (en)           |       | Parti travailliste                                         | SOC    | Wales South East         |
| James Scott-Hopkins (en)    |       | Parti conservateur                                         | DE     | Hereford & Worcester     |
| Barry Seal (en)             |       | Parti travailliste                                         | SOC    | Yorkshire West           |
| Madron Seligman (en)        |       | Parti conservateur                                         | DE     | Sussex West              |
| Dr. Alexander Sherlock (en) |       | Parti conservateur                                         | DE     | Essex South West         |
| Richard Simmonds            |       | Parti conservateur                                         | DE     | Midlands West            |
| Anthony Simpson (en)        |       | Parti conservateur                                         | DE     | Northamptonshire         |
| Tom Spencer (en)            |       | Parti conservateur                                         | DE     | Derbyshire               |
| James Spicer (en)           |       | Parti conservateur                                         | DE     | Wessex                   |
| Jack Stewart-Clark          |       | Parti conservateur                                         | DE     | Sussex East              |
| John Taylor                 |       | Parti unioniste d'Ulster                                   | DE     | Northern Ireland         |
| John Taylor (en)            |       | Parti conservateur                                         | DE     | Midlands East            |
| Frederick Tuckman (en)      |       | Parti conservateur                                         | DE     | Leicester                |
| Amédée Turner (en)          |       | Parti conservateur                                         | DE     | Suffolk                  |
| Alan Tyrrell                |       | Parti conservateur                                         | DE     | London East              |
| Peter Vanneck (en)          |       | Parti conservateur                                         | DE     | Cleveland                |
| Frederick Warner (en)       |       | Parti conservateur                                         | DE     | Somerset                 |
| Michael Welsh (en)          |       | Parti conservateur                                         | DE     | Lancashire Central       |